# Oliveira dos Brejinhos
Oliveira dos Brejinhos là một đô thị thuộc bang Bahia, Brasil. Đô thị này có diện tích 3563,908 km², dân số năm 2007 là 22082 người, mật độ 6,2 người/km².